# انرژی تجدیدپذیر در اسکاتلند

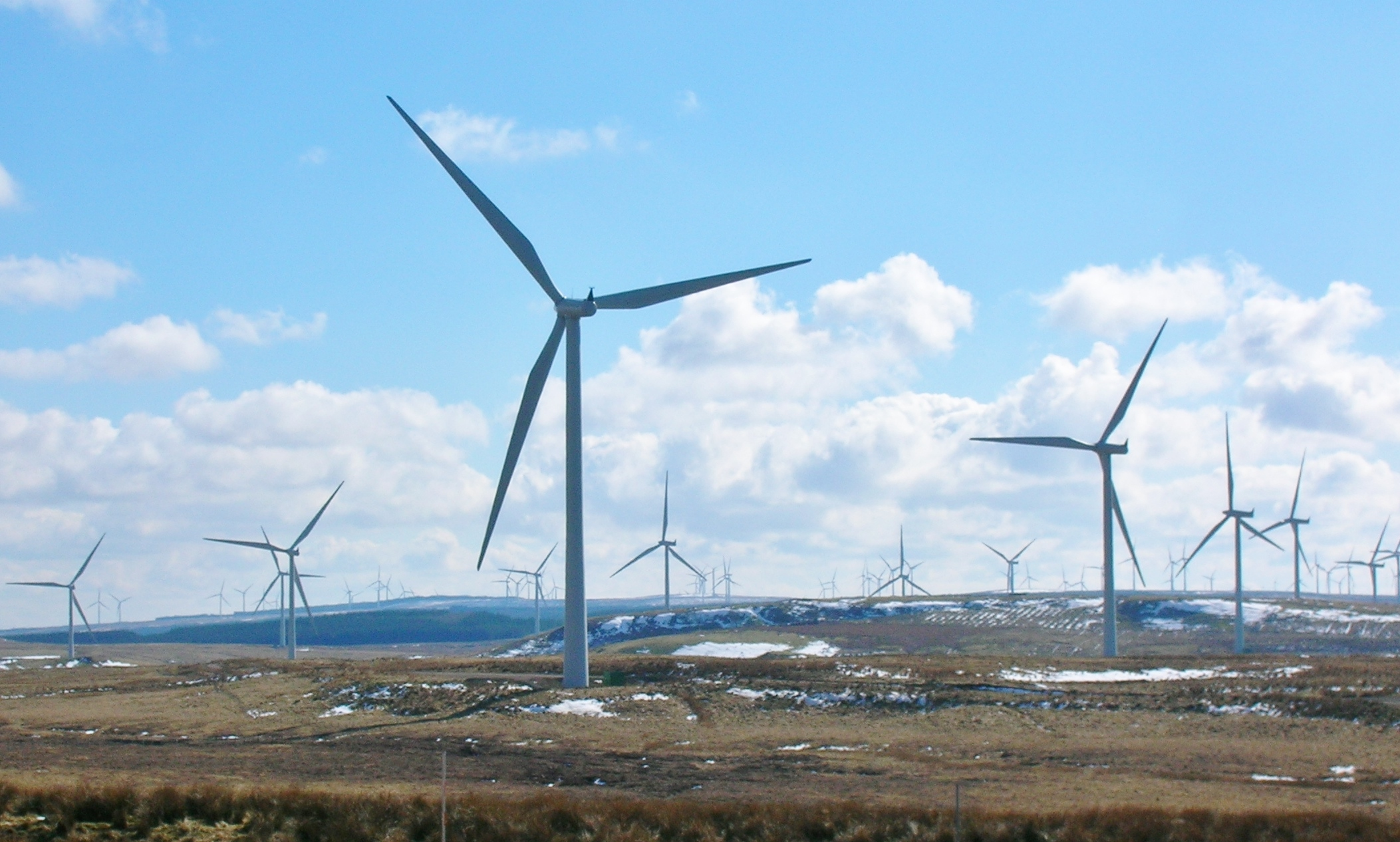
نیروگاه بادی وایتلی بزرگ‌ترین نیروگاه بادی در بریتانیا با ظرفیت کل ۵۳۹ مگاوات (MW) است.

تولید انرژی تجدیدپذیر در اسکاتلند موضوعی است که از نظر فنی، اقتصادی و سیاسی در سال‌های اولیه قرن بیست و یک مطرح شد. زمینه منابع طبیعی برای انرژی تجدیدپذیر بر اساس استانداردهای اروپایی و حتی جهانی زیاد است و مهم‌ترین منابع بالقوه آن باد، موج و جزر و مد است. انرژی‌های تجدیدپذیر تقریباً تمام برق اسکاتلند را تولید می‌کنند که عمدتاً از انرژی باد در این کشور است.
در سال ۲۰۲۰، اسکاتلند دارای ۱۲ گیگاوات (GW) ظرفیت برق تجدیدپذیر بود که حدود یک چهارم کل تولید انرژی‌های تجدیدپذیر بریتانیا را تولید می‌کرد. از بیشترین تا کمترین ظرفیت تولید انرژی تجدیدپذیر در اسکاتلند به ترتیب باد ساحلی، انرژی آبی، باد فراساحلی، پی‌وی خورشیدی و زیست‌توده است. اسکاتلند بیشتر برق تولید شده از این روش را صادر می‌کند. در روز ۲۶ ژانویه ۲۰۲۴، دولت اسکاتلند تأیید کرد که این کشور معادل ۱۱۳ درصد از برق مصرفی اسکاتلند را از منابع انرژی تجدیدپذیر تولید کرد، که این بالاترین درصدی است که تاکنون برای تولید انرژی تجدیدپذیر در اسکاتلند ثبت شده است. نیل گری دبیر ارشد کابینه در اقتصاد رفاه، کار منصفانه و انرژی، از آن به عنوان «یک نقطه عطف مهم در طی طریق اسکاتلند به سوی صفر خالص در انتشار دی‌اکسید کربن» استقبال کرد. این اولین باری است که اسکاتلند بیش از آنچه که در واقع مصرف می‌کند، انرژی تجدیدپذیر تولید می‌کند و همان‌طور که گری ادعا می‌کند، «پتانسیل عظیم اقتصاد سبز اسکاتلند» را نشان می‌دهد.
بهبود مستمر در مهندسی و اقتصاد امکان استفاده بیشتر از منابع تجدیدپذیر را فراهم می‌کند. ترس در مورد فقر سوخت و تغییر اقلیم، این موضوع را در دستور کار سیاسی قرار داده است. در سال ۲۰۲۰ یک چهارم کل مصرف انرژی، از جمله گرما و حمل‌ونقل، از انرژی‌های تجدیدپذیر تأمین می‌شد و هدف دولت اسکاتلند تا سال ۲۰۳۰ رساندن این مقدار به پنجاه درصد است.
علاوه بر برنامه‌های در نظر گرفته شده برای افزایش ظرفیت تولید در مقیاس بزرگ با استفاده از منابع تجدیدپذیر، طرح‌های مرتبط گوناگونی برای کاهش انتشار کربن در حال تحقیق و پژوهش هستند. اگرچه حمایت قابل توجهی از سوی بخش‌های دولتی، خصوصی و جامعه محور وجود دارد، اما نگرانی‌هایی در مورد تأثیر فناوری‌ها بر محیط طبیعی ابراز شده است. همچنین یک بحث سیاسی در مورد رابطه بین مکان‌یابی، و مالکیت و کنترل این منابع که به‌طور گسترده توزیع شده، وجود دارد.

## تحقق توانایی
چکیده‌ای از منابع در دسترس اسکاتلند
| فناوری              | ظرفیت کنونی (گیگاوات) | ظرفیت بالقوه (گیگاوات) | انرژی بالقوه (تراوات‌ساعت) |
| ------------------- | --------------------- | ---------------------- | ------------------------- |
| نیروگاه بادی ساحلی  | ۸٫۹۹۱                 | ۱۱٫۵                   | ۴۵٫۰                      |
| آبی                 | ۱٫۶۶۷                 | ناموجود                | ۵٫۵۲                      |
| نیروگاه بادی دریایی | ۲٫۱۶۶                 | ۲۵                     | ۸۲٫۰                      |
| زیست‌توده            | ۰٫۲۷۲                 | ۱٫۲۹                   | ۱۳٫۵                      |
| سامانه فتوولتایی    | ۰٫۵۰۵                 | ۶                      | ناموجود                   |
| گاز دفن زباله       | ۰٫۱۱۶                 | ناموجود                | ۰٫۶                       |
| هضم بی‌هوازی         | ۰٫۰۶                  | ناموجود                | ناموجود                   |
| انرژی از زباله      | ۰٫۰۷                  | ۰٫۰۷                   | ۰٫۶                       |
| امواج و جزر و مد    | ۰٫۰۲۲                 | ۲۵                     | ۷۹                        |
| هضم لجن فاضلاب      | ۰٫۰۰۸                 | ناموجود                | ناموجود                   |
| زمین‌گرمایی          | ناموجود               | ۱٫۵                    | ۷٫۶                       |
| حرارتی خورشیدی      | ناموجود               | ناموجود                | ۵٫۸                       |
| جمع                 | ۱۳٫۸۷۷ گیگاوات        | حدود ۷۰ گیگاوات        | ۲۳۶٫۶ تروات‌ساعت/سال       |

اهداف
در سال ۲۰۰۵، هدف این بود که در سال ۲۰۱۰، ۱۸ درصد از تولید برق اسکاتلند از طریق منابع تجدیدپذیر حاصل شود و در سال ۲۰۲۰، این مقدار به ۴۰ درصد افزایش یابد. در سال ۲۰۰۷، این هدف‌گذاری برای سال ۲۰۲۰ به ۵۰ درصد افزایش یافت همراه با اینکه هدف‌گذاری موقتی برای سال ۲۰۱۱، ۳۱ درصد در نظر گرفته شد. در سال بعد، اهداف جدید مبنی بر کاهش ۸۰ درصدی مجموع انتشار گاز گلخانه‌ای در سال ۲۰۵۰ اعلام شد و در سند برنامه آموزشی تغییر اقلیم سال ۲۰۰۹ مورد تأیید قرار گرفت. ماف اسمیت، مدیر کمیسیون توسعه پایدار در اسکاتلند اظهار داشت «دولت‌ها در سراسر جهان از انجام اقدامات لازم طفره می‌روند. دولت اسکاتلند باید به خاطر عزم خود برای پیشرو بودن در این مسیر مورد ستایش واقع شود».
اسکاتلند در نظر دارد تا سال ۲۰۳۰، ۵۰ درصد از کل انرژی (نه فقط محدود به برق) را از انرژی‌های تجدیدپذیر تولید کند.
هدفی جاه‌طلبانه که توسط برنامه ۷ ساله برای ساخت نیروگاه بادی دریایی به منظور تولید ۸ گیگاوات انرژی مازاد بر مصرف در سال ۲۰۳۰، تنظیم گردیده است.
سیاست دولت اسکاتلند مبنی بر کاهش انتشار گاز گلخانه‌ای به سمت صفر خالص در سال ۲۰۴۵، همچنان پابرجاست.
تاریخچه
بودجه در نظر گرفته شده برای تولید برق تنها بخشی از بودجه کلی را شامل می‌شود که برای همه انرژی مصرفی در نظر گرفته می‌شود. در سال ۲۰۰۲، اسکاتلند در مجموع ۱۷۵ تراوات ساعت (TWh) انرژی، در تمام اشکال خود مصرف کرد که نسبت به سال ۱۹۹۰ حدود ۲ درصد کاهش داشت. از این مقدار، تنها ۲۰ درصد به صورت برق توسط استفاده‌کنندگان نهایی مورد مصرف قرار گرفت، بیشترین انرژی مصرفی از طریق سوزاندن مشتقات نفت‌خام (۴۱ درصد) و گاز (۳۶ درصد) است. با وجود این، ظرفیت تولید برق تجدیدپذیر ممکن است بالغ بر ۶۰ گیگاوات یا بیشتر از این مقدار باشد.
در سال ۲۰۰۶، مجموع ظرفیت نامی تولید برق در تمام اشکال انرژی تجدیدپذیر کمتر از ۲ گیگاوات، حدود یک پنجم از مجموع تولید برق بود. اسکاتلند همچنین ذخایر قابل توجهی از سوخت فسیلی، از جمله ذخایر اثبات شده نفت و گاز، و ۶۹ درصد از منابع زغال‌سنگ بریتانیا، را در اختیار دارد. با این وجود، دولت اسکاتلند اهداف جاه طلبانه‌ای را برای تولید انرژی تجدیدپذیر در نظر دارد.
در سال ۲۰۱۲، بیش از ۴۰ درصد از برق اسکاتلند از انرژی تجدیدپذیر تأمین می‌شد و اسکاتلند حدود ۴۰ درصد از تولید انرژی تجدیدپذیر بریتانیا را برآورده می‌کرد. در انتهای سال ۲۰۱۲ بالغ بر ۵٬۸۰۱ مگاوات ظرفیت نامی برق انرژی تجدیدپذیر وجود داشت که نسبت به انتهای سال ۲۰۱۱، ۲۰٫۹۵ درصد (۱٬۰۰۵ مگاوات) افزایش پیدا کرده بود. در سال ۲۰۱۲، تولید برق انرژی تجدیدپذیر با رکورد خوبی به ۱۴٬۷۵۶ گیگاوات ساعت رسید که نسبت به سال ۲۰۱۱، افزایش ۷٫۳ درصدی داشت. در سال ۲۰۱۵، ۵۹ درصد از برق مصرفی اسکاتلند از منابع تجدیدپذیر به دست آمد و از هدف ۵۰ درصدی، که برای آن سال در نظر گرفته شده بود فراتر رفت.
اسکاتلند در سال ۲۰۱۸، بیش از ۲۸ درصد از برق تولیدی خود را به سایر نقاط بریتانیا صادر کرد. تا سال ۲۰۱۹، تولید برق از انرژی تجدیدپذیر ۳۰٬۵۲۸ گیگاوات‌ساعت بود که بیش از ۹۰ درصد از مصرف ناخالص برق اسکاتلند (۳۳٬۹۱۴ گیگاوات‌ساعت) و ۲۱ درصد از مجموع مصرف انرژی از منابع تجدیدپذیر را دربر گرفت. در آغاز سال ۲۰۲۰، ظرفیت نامی برق تولیدی تجدیدپذیر اسکاتلند بالغ بر ۱۱٫۸ گیگاوات بود که حدود ۲۵ درصد از کل تولید برق تجدیدپذیر بریتانیا (۱۱۹٫۳۳۵ گیگاوات‌ساعت) را شامل می‌شد.
تأثیر اقتصادی
بر اساس بررسی انجام گرفته توسط گروه تجدیدپذیرهای اسکاتلند در سال ۲۰۱۳، صنعت انرژی تجدیدپذیر بیش از ۱۱٬۵۰۰ شغل در اسکاتلند را تحت سیطره خود دارد. با پروژه‌های انرژی تجدیدپذیر در دست اجرا به ظرفیت ۱۳٫۹ گیگاوات، این بخش دارای پتانسیل رشد سریع در سال‌های پیشرو با ایجاد شغل‌های بیشتر در منطقه است. گلاسگو، فایف و ادینبورگ مراکز کلیدی توسعه نیروگاه بادی دریایی هستند و صنایع نوظهور انرژی موج و جزر و مد در اطراف جزایر و ارتفاعات متمرکز شده‌اند. با سیستم‌های زیست‌انرژی در نواحی همچون لاخابر، ماری و دامفریس و گالووی شغل در روستاها ایجاد می‌شود.
دلیل مهم برای این ایده‌های جاه‌طلبانه، نگرانی روزافزون بین‌المللی در مورد تغییر اقلیم ناشی از عوامل انسانی است. طرح پیشنهادی کمیسیون سلطنتی آلودگی محیطی این بود که کاهش انتشار دی‌اکسید کربن تا ۶۰ درصد، در اوراق سفید انرژی ۲۰۰۳ در دولت بریتانیا گنجانده شود.

## انرژی بادی

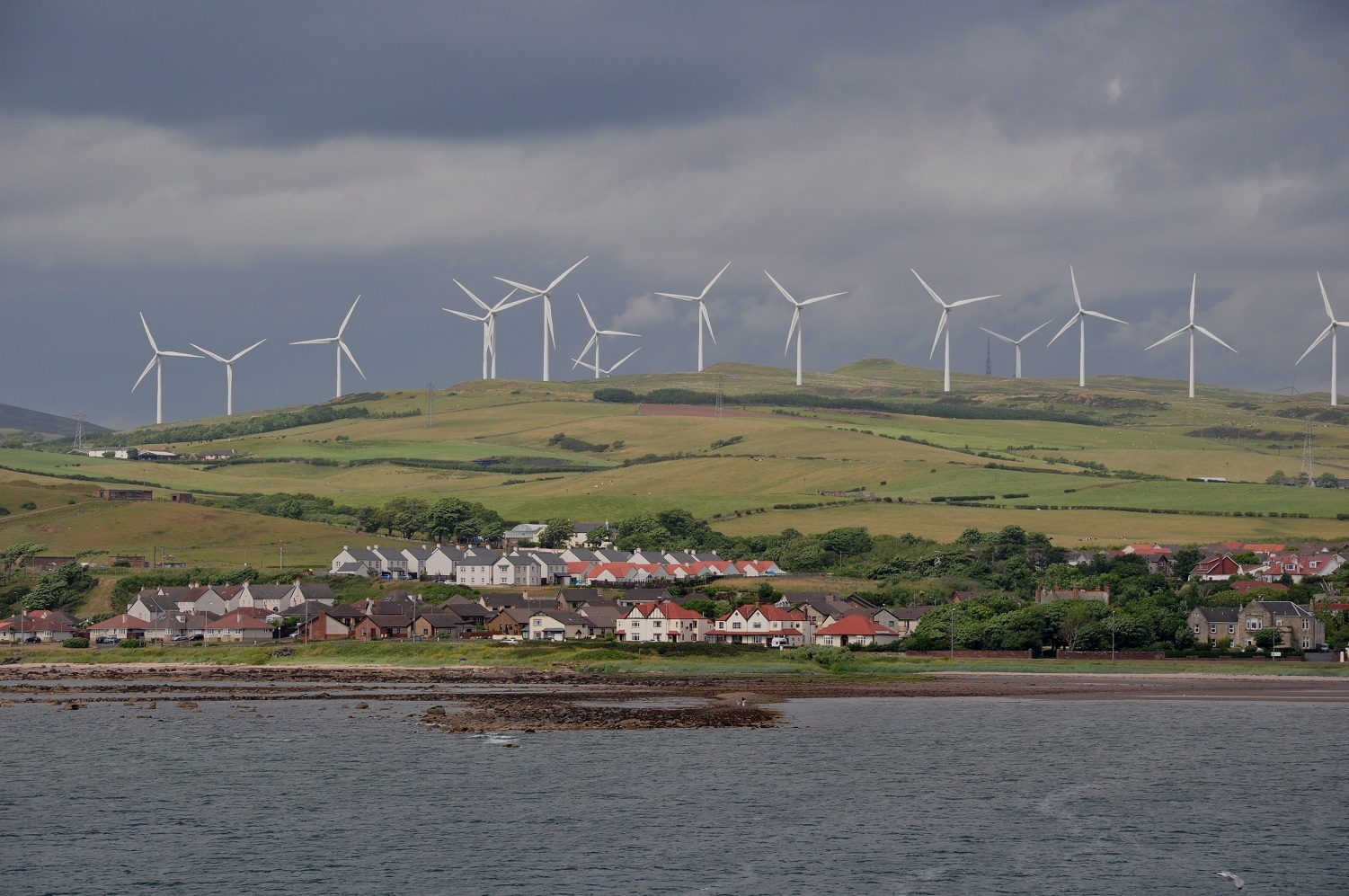
نیروگاه بادی آردروسان

انرژی بادی با ظرفیت نامی ۸٬۴۲۳ مگاوات در سال ۲۰۱۸، در بین فناوری‌های انرژی تجدیدپذیر سریعترین رشد را در کشور داشت. در روز ۷ اوت ۲۰۱۶، وضعیت به وجود آمده از باد زیاد و مصرف کم، باعث تولید انرژی بادی زیادتر (۱۰۶ درصد) نسبت به مصرف گردید. در طی ۲۴ ساعت در آن روز، توربین‌های نیروگاه بادی اسکاتلند ۳۹٬۵۴۵ مگاوات‌ساعت برق تولید کردند در صورتیکه مصرف برق ۳۷٬۲۰۲ مگاوات‌ساعت بود. برای اولین مرتبه بود که برای تأیید این واقعیت، سنجش‌ها قابل استفاده بودند. .
در سال ۲۰۲۳، هدف در نظر گرفته شده برای سال ۲۰۳۰، تولید ۱۱ گیگاوات برق از نیروگاه بادی دریایی بود. این امر نمایانگر افزایش ۴۰۰ درصدی در ظرفیت نیروگاه بادی دریایی و ۶۰ درصد افزایش در ظرفیت کل تولید برق نیروگاه‌های بادی است.
خشکی
نیروگاه بادی بِلَک لا (Black Law) با ۵۴ توربین دارای ظرفیت کل ۱۲۴ مگاوات است. این نیروگاه در نزدیکی روستای فورث، شهرستان لانارکشر جنوبی واقع شده و در سایت قدیمی معدن زغال‌سنگ روباز ایجاد شد که در ابتدا دارای ۴۲ توربین و ظرفیت ۹۷ مگاوات بود. این نیروگاه دارای هفت کارمند رسمی بود و هنگام ساخت نیروگاه، ۲۰۰ شغل ایجاد کرد. در فاز دوم توسعه نیروگاه، ۱۲ توربین دیگر اضافه شد. این پروژه به خاطر مشارکت در اهداف زیست‌محیطی مورد اقبال وسیع قرار گرفت. بزرگ‌ترین نیروگاه بادی خشکی بریتانیا نیروگاه بادی وایتلی با ظرفیت ۵۳۹ مگاوات است که در رنفروشر شرقی قرار دارد.
فراساحل
نیروگاه بادی روبین ریگ دارای ظرفیت ۱۸۰ مگاوات است که در یک سیر تکاملی در ماه آوریل ۲۰۱۰ ساخت آن به پایان رسید، اولین نیروگاه بادی دریایی اسکاتلند است و در ساحل شنی خور سالوی ایجاد شده است. یازده عدد از قویترین توربین بادی در دنیا (مدل وستاس وی۱۶۴ _ ظرفیت هر یک ۸٫۴ مگاوات) در مرکز به‌کارگیری باد دریایی اروپا دور از ساحل شرقی ابردین‌شیر واقع شده است.
برآورد گردیده است که پتانسیل باد در خشکی دارای ظرفیت ۱۱٫۵ گیگاوات است که برای تولید ۴۵ تراوات‌ساعت انرژی کفایت می‌کند. بیش از دو برابر این مقدار در سایت‌های فراساحلی در دسترس است که متوسط سرعت باد در دریا بیشتر از خشکی است. مجموع پتانسیل باد دریا ۲۵ گیگاوات تخمین زده شده است، هر چند هزینه نصب تجهیزات بیشتر است ولی برای تأمین حدود نیمی از کل انرژی مصرفی کفایت می‌کند. در ژانویه ۲۰۱۰، برنامه‌هایی برای بهره‌برداری از ۴٫۸ گیگاوات پتانسیل موجود در خلیجک ماری (Moray Firth) و خور فورث اعلام شد.

## انرژی موج
طرح اولیه ایجاد و استفاده از انرژی امواج، به رهبری استیون سالتر در دانشگاه ادینبرو در ادینبرو یا بر روی طرح دوک سالتر انجام گرفت، هر چند هرگز به مرحله تجاری نرسید.

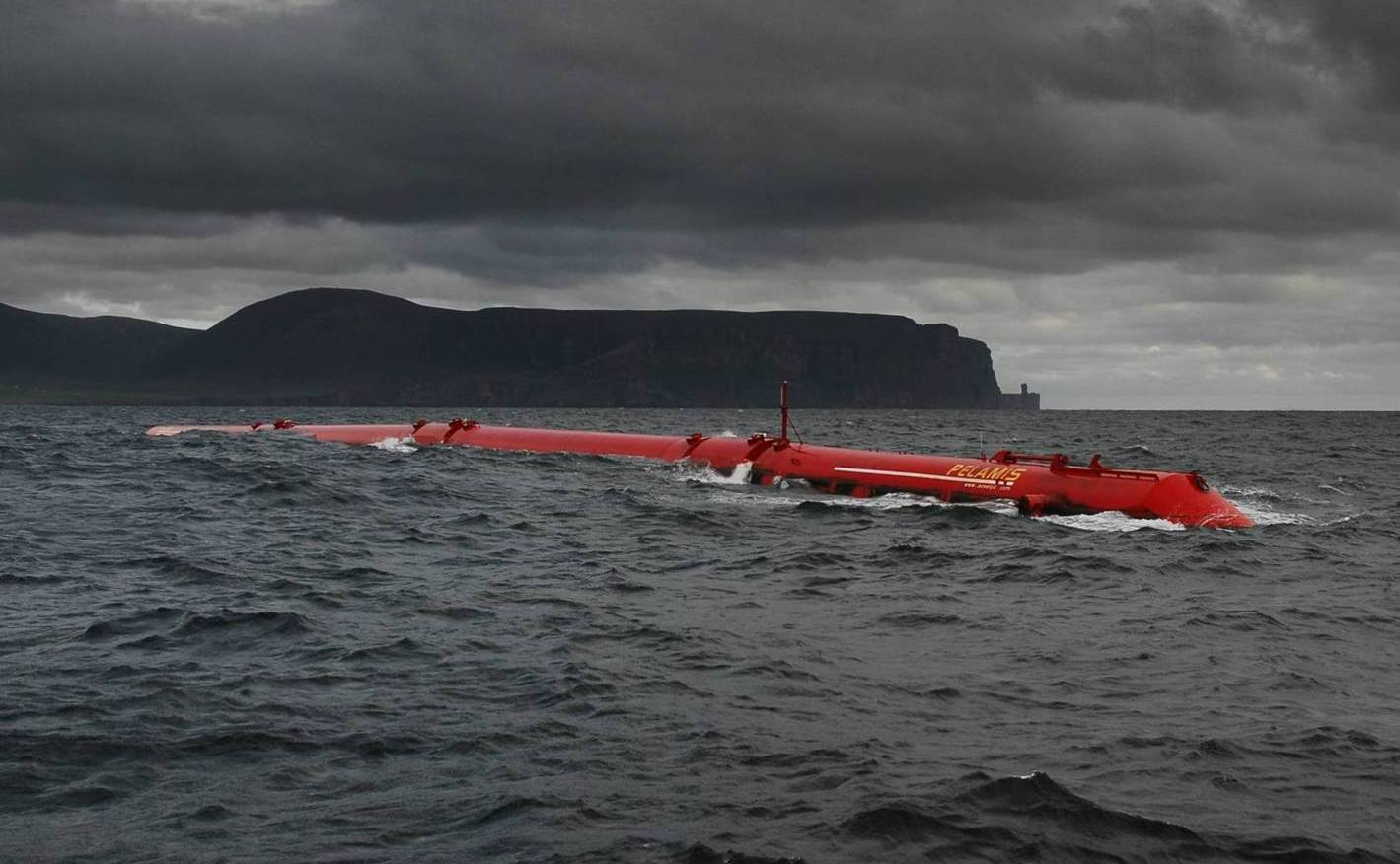
پلامیس در سایتی در یی‌ام‌یی‌سی، مرکز آزمایش دریایی

یکی از اولین جایگاه‌های انرژی موج که به شبکه متصل شد، مبدل انرژی آیله ال‌آی‌ام‌پی‌یی‌تی (مخفف انگلیسی: Land Installed Marine Power Energy Transformer) بود. این جایگاه تولید انرژی توسط شرکت وِیوژن ال‌تی‌دی در جزیره آیله نصب شد و در سال ۲۰۰۱، به عنوان اولین دستگاه تولید انرژی موج در مقیاس تجاری در دنیا، افتتاح شد. با این وجود در ماه مارس ۲۰۱۳، شرکت فویت که مالک جدید بود، تصمیم گرفت این جایگاه را تعطیل کند و تمرکز خود را بر روی پروژه انرژی کشندی قرار دهد.

## انرژی کشندی

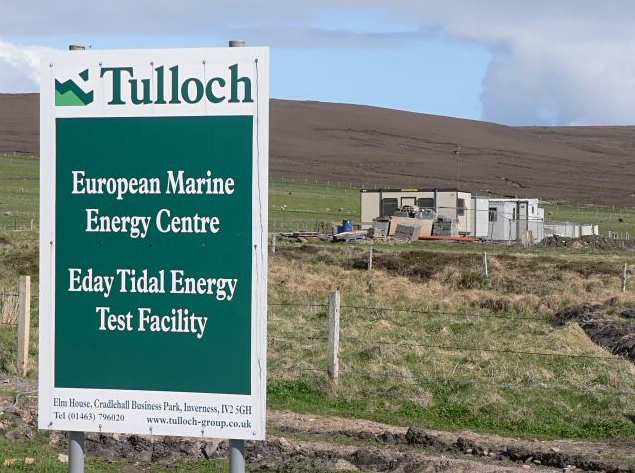
سایت تست انرژی کشندی در حال ساخت در ایدی، مربوط به مرکز انرژی دریایی اروپا، سال ۲۰۰۶.

برخلاف موج و باد، انرژی کشندی یک منبع ذاتاً قابل پیش‌بینی است، و مکان‌های بسیاری در اسکاتلند وجود دارد که می‌توان از آنها برای تولید برق بهره‌برداری کرد. پنتلند فرث که بین اورکنی و سرزمین‌اصلی اسکاتلند قرار دارد به عنوان «عربستان سعودی انرژی کشندی» توصیف شده بود و ممکن است قادر به تولید ۱۰ گیگاوات انرژی باشد، هر چند برآورد اخیر که صورت گرفت بیانگر حداکثر ۱٫۹ گیگاوات بود. در ماه مارس ۲۰۱۰، مجموع ده سایت منطقه با قابلیت فراهم نمودن با ظرفیت نامی ۱٫۲ گیگاوات انرژی از امواج و جزر و مد، توسط شرکت کراون استیت اجاره شد. تعدادی سایت دیگر مرتبط با انرژی کشندی با پتانسیل قابل توجهی در مجمع‌الجزایر اورکنی وجود دارد.

## زیست‌انرژی
زیست‌سوخت
تقبل شده بود که تجربه‌های مختلفی برای بهره‌گیری از زیست‌سوخت در مقیاس کوچک انجام گیرد. به عنوان نمونه، شرکت هواپیمایی بریتیش ایرویز طی یک پرواز از لندن به گلاسگو به میزان ۳۵ درصد سوخت زیستی هوانوردی برای انجام این پرواز استفاده کرد. برخی گفته‌اند که سوخت پایدار هوانوردی (نه ضرورتاً زیست‌سوخت) بریتانیا، به خاطر سهم بالای اسکاتلند در انرژی تجدیدپذیر، باید در این کشور تولید شود. به علت اینکه فصل رشد محصولات دارای قند بالا تا حدی کوتاه است، اتانول برای سوخت به صورت صنعتی تولید نمی‌شود.

## انرژی خورشیدی
تشعشع خورشیدی در اسکاتلند، به خاطر عرض جغرافیایی این کشور، دارای توزیع فصلی نیرومندی است. در سال ۲۰۱۵، سامانه فتوولتایی ۰٫۲ درصد از مقدار انرژی مصرفی نهایی اسکاتلند را تأمین کرد. در فرانامه انرژی تجدیدپذیری ۱۰۰ درصدی برای سال ۲۰۵۰، برآورد شده بود که سامانه فتوولتایی ۷ درصد از برق را تأمین خواهد کرد. میزان ذخایر قابل استفاده بریتانیا ۷٫۲ تراوات‌ساعت در سال، تخمین زده شده است.
با وجود اینکه اسکاتلند تا حدودی مدت زمان کمی از شبانه‌روز در معرض نور خورشید قرار دارد، اما به خاطر اینکه آب گرم کن‌های خورشیدی قادر هستند حتی در هوای ابری هم آب گرم تولید کنند، می‌توانند به‌طور مؤثر عمل کنند. این فناوری در دهه ۱۹۷۰ توسعه یافت و با نصب‌کننده‌های مختلف در محل به خوبی جا افتاد، نمونه‌ای از آن مربوط به شرکت ای‌یی‌اس سولار (AES Solar) مستقر در شهرک فورس بود که پانل‌هایی را برای ساختمان مجلس اسکاتلند تدارک دید.
در سال ۲۰۲۲، ظرفیت برق خورشیدی در اسکاتلند به ۴۲۰ مگاوات رسید.از سال ۲۰۲۲، کمک هزینه دولتی برای نصب تجهیزات تولید برق خورشیدی در دسترس خانواده‌های کم درآمد قرار گرفت.

## انرژی زمین‌گرمایی
انرژی زمین‌گرمایی از انرژی حرارتی ایجاد شده و ذخیره درون زمین به دست می‌آید. متداول‌ترین فرم سیستم‌های انرژی زمین‌گرمایی در اسکاتلند، گرمایش را از طریق پمپ حرارتی منبع زمین در دسترس قرار می‌دهد. این دستگاه‌ها انرژی را از طریق استحکامات لوله‌گذاری کم‌عمق در زمین با به‌کارگیری مبدل حرارتی، از مخزن گرمایی درون زمین به سطح انتقال می‌دهند.

## فناوری‌های تکمیلی
کاملاً واضح است که اگر تصمیم بر این باشد که گاز گلخانه‌ای کاهش یابد، ضروری است روش ترکیبی افزایش تولید انرژی تجدیدپذیر و کاهش مصرف انرژی در حالت کلی، و به‌طور خاص سوخت فسیلی انجام گیرد. مشارکت فناوری انرژی، پلی بین تحقیقات آکادمیک در بخش انرژی و صنعت در دسترس قرار می‌دهد که هدف آن تأثیر پژوهش انجام گرفته بر اقتصاد است.
مدیریت شبکه
با ظهور وسایل نقلیه برقی و ضرورت کربن‌زدایی از گرما، مدل‌های تقاضای انرژی در حال تغییر است.

## تقابل دلواپسی محلی با کشوری
یک ویژگی پتانسیل انرژی تجدیدپذیر در اسکاتلند این است که منابع آنها به مقدار زیاد دور از مراکز اصلی جمعیت هستند. این امر به هیچ وجه اتفاقی نیست. انرژی باد، موج و جزر و مد در سواحل شمال و غرب و در مورد آب در رشته‌کوه‌ها، صحنه دراماتیک را به وجود می‌آورد ولی گاهی شرایط زندگی را سخت می‌کند. این رویداد اتفاقی جغرافیایی و اقلیمی، تنش‌های گوناگونی را به وجود آورده است. به وضوح تفاوت قابل ملاحظه‌ای بین امکانات تولید انرژی تجدیدپذیر در ابعاد متوسط که تمام انرژی مورد نیاز یک جامعه جزیره‌ای (island community) را تأمین می‌کند و یک نیروگاه در مقیاس صنعتی در همان موقعیت که برای صدور برق به نقاط دور دست شهری طراحی گردیده است، وجود دارد. بدینسان، طرح‌هایی برای ایجاد یکی از بزرگ‌ترین نیروگاه‌های بادی خشکی در جهان، در جزیره لویس مباحثه‌های قابل ملاحظه‌ای را به وجود آورده است. یک موضوع مرتبط با این بخش، خط انتقال برق فشار قوی بولی-دنی است که برق را از پروژه‌های انرژی تجدیدپذیر در شمال و غرب به شهرهای جنوب کشور انتقال می‌دهد. مسئله‌ای بود که به دادگاه تحقیق کشیده شد و توسط ایان جانستون از اسکاتسمن به عنوان «نبردی که طرفداران محیط‌زیست را در برابر حافظان منابع طبیعی و شرکت‌های بزرگ انرژی را در برابر زمین‌داران اشرافی و رئیس‌های طایفه قرار می‌دهد» توصیف شده است. در ماه ژانویه ۲۰۱۰ جیم ماتر، وزیر انرژی اعلام کرد علیرغم اینکه بیش از ۱۸٬۰۰۰ مخالفت وصول شده است پروژه به پیشرفت خود ادامه خواهد داد، ۵۳ کیلومتر از خط انتقال برق ۱۳۲ کیلوولت درون پارک برداشته شد و دیگر جایگزین نگردید، خط انتقال برق بولی-دنی در کریسمس ۲۰۱۵ وارد مدار شد.

## ترویج انرژی تجدیدپذیر
دل‌نگرانی‌های فزاینده ملی دربارهٔ موضوع نقطه اوج نفت و تغییرات اقلیمی باعث شده است که موضوع انرژی تجدیدپذیر در سر لوحه دستور جلسه سیاسی قرار گیرد. سازمان‌های دولتی مختلف و شراکت‌های خصوصی-دولتی در جهت افزایش توانایی‌ها در این امر ایجاد شده‌اند. مجمع توسعه انرژی تجدیدپذیر اسکاتلند، شراکتی بین صنایع، دانشگاه و دولت است که هدف آن قادر ساختن اسکاتلند برای سرمایه‌گذاری روی منابع انرژی تجدیدپذیر می‌باشد. انجمن انرژی تجدیدپذیر اسکاتلند یک سازمان واسطه‌ای مهم برای صنعت است که میزبان مراسم سالانه جوایز انرژی سبز (Green Energy Awards) می‌باشد. گروه انرژی اسکاتلند (Community Energy Scotland) برای پروژه انرژی تجدیدپذیر که توسط گروه‌های اجتماعی توسعه یافته‌اند مشاوره، تأمین وجوه لازم و امور مالی را در دسترس قرار می‌دهد.